# Три пут сам видео Тита
Три пут сам видео Тита је југословенска патриотска песма новосадске групе Рани мраз из 1981. године. Текст песме написао је Ђорђе Балашевић, а сингл албум је објавила Продукција грамофонских плача Радио телевизије Београд годину дана након смрти маршала СФР Југославије Јосипа Броза Тита.
Три пут сам видео Тита је вероватно најпознатија песма о Титу која је настала после његове смрти. Пренела је тугу која је завладала широм Југославије после Титове смрти, и била је још једна „цигла подигнута“ за јачање култа Титове личности. Ова песма је потом често извођена у склопу школских приредби од стране хорова.